# Hypersone trillingen
Hypersone trillingen zijn geluidstrillingen met een frequentie die hoger ligt dan 800 megahertz: de bovengrens van ultrageluid. Deze trillingen kunnen, evenals ultrasone trillingen, niet door het menselijk gehoororgaan worden waargenomen.
De grens tussen ultrasoon en hypersoon is enigszins triviaal, maar is historisch ontstaan omdat het lange tijd technisch niet mogelijk was geluidsfrequenties hoger dan 800 MHz op te wekken. Inmiddels is dat wel mogelijk, door gebruik te maken van het piëzo-elektrisch effect en magnetostrictie, maar het onderscheid tussen de beide termen is blijven bestaan.

## Toepassing
Hypergeluid wordt gebruikt bij de studie naar vaste stoffen, omdat de hierbij gebruikte frequenties ongeveer overeenkomen met fonons van kristallen, en daardoor een interactie kunnen geven. Ook is het bijvoorbeeld mogelijk om met hypergeluid invloed uit te oefenen op het paramagnetisme van bepaalde stoffen ('APR': 'akoestische paramagnetische resonantie') waarbij het mogelijk is specifieke eigenschappen van deze stoffen te bestuderen.